# تنفس (فلم)
تنفس (بالألمانية: Atmen) هو فيلم دراما أُصدر في 2011. الفيلم من إخراج كارل ماركوفيتش الذي تولّى كتابة السيناريو أيضًا.

## القصة
تقع أحداث الفيلم في فيينا.

## طاقم التمثيل
- توماس شوبير
- Reinhold G. Moritz  [لغات أخرى]‏
- Magdalena Kronschläger  [لغات أخرى]‏
- Martin Oberhauser  [لغات أخرى]‏
- Peter Raffalt  [لغات أخرى]‏
- Werner Wultsch  [لغات أخرى]‏
- Klaus Rott  [لغات أخرى]‏
- جورج فريدريك
- Luna Mijović [الإنجليزية]‏
- Karin Lischka  [لغات أخرى]‏
- غيرهارد ليبمان
- Stefan Matousch  [لغات أخرى]‏

## الإنتاج
صوّر الفيلم في النمسا ، وكان مارتن جشلاشت مديرًا لتصوير الفيلم.
.

## وصلات خارجية
- مقالات تستعمل روابط فنية بلا صلة مع ويكي بيانات